# Fritz Müller (biologiste)
Pour les articles homonymes, voir Johann Friedrich Müller, Müller et Fritz Müller.
Johann Friedrich Theodor Fritz Müller est un biologiste prussien, né le 31 mars 1821 ou 1822 à Windischholzhausen près d’Erfurt en province de Saxe et mort le 21 mai 1897 à Blumenau au Brésil.

## Biographie
Fils de pasteur, il suit sa scolarité à Erfurt de 1835 à 1840 avant d’entamer un apprentissage en pharmacie qu’il abandonne rapidement. Il étudie à Berlin les mathématiques et l’histoire naturelle et obtient un diplôme en 1845.
Il devient enseignant mais quitte son poste en raison de ses convictions concernant la religion. Il considère que les lois de la nature et le surnaturel chrétien sont inconciliables. Il exerce ensuite la médecine. Il abjure la religion, devient athée, mais doit alors fermer son cabinet.
Le dénouement de la Révolution de mars 1848 le déçoit. Il émigre en 1852 à Blumenau (du nom de celui qui fonda la colonie, Hermann Blumenau (1819-1899)) au sud-est du Brésil, accompagné de sa femme, de sa fille en bas âge (il aura encore cinq autres filles) et de son frère. En 1852, il devient professeur d’histoire naturelle à Desterro sur la côte Atlantique. En 1893, Desterro devient Florianópolis. Il perd sa place en 1894 lorsque les Jésuites prennent le contrôle de l’école.
En 1864, il écrit son seul ouvrage Für Darwin (Pour Darwin) dans lequel il insère de nombreuses données et montre d’après des observations faites sur les écrevisses que la théorie de l’évolution par la sélection naturelle de Charles Darwin (1809-1882) est juste.
L’ouvrage de Darwin, The Origin of Species, avait été publié cinq ans auparavant. Fritz Müller était un ardent défenseur de la théorie de l’évolution darwinienne.
Bien qu’il vive au bout du monde, il correspondit entre autres avec Charles Darwin, Heinrich Ludwig Hermann Müller (1829-1883) (son frère, biologiste à  Lippstadt), Alexander Emanuel Agassiz (1835-1910), Ernst Ludwig Krause (1839-1903) et Ernst Haeckel (1834-1919). Müller était un excellent observateur (Darwin disait de lui qu’il était le roi des observateurs), il avait des talents de dessinateur ce qui lui permettait d’illustrer ses observations. Il pouvait également lire quinze langues. son champ de recherche comprenait : les écrevisses, les méduses, les annélidés, les vers plats, la fécondation des fleurs, les orchidées, les abeilles de la sous-famille Melipona, les termites, les broméliacées, etc. Il a découvert la relation de symbiose entre le Cecropia et les fourmis : les insectes protégeaient le Cecropia des parasites ou des plantes grimpantes. En échange, il offre aux fourmis un logis et diverses glandes nutritives baptisées d’après Fritz Müller (les corps de Müller),,.
En 1878, Müller explique un certain type de mimétisme jusqu'alors incompris. Pourquoi deux espèces venimeuses ou toxiques différentes adoptaient la même livrée d'avertissement ? Le fait d'avoir la même apparence permet de bénéficier réciproquement de la répulsion de leur prédateur respectif et d'améliorer ainsi l'efficacité de leur mécanisme de défense. Ce mimétisme est nommé le mimétisme mullerien.
Il retourne à Blumenau et est nommé, à partir de 1865, naturaliste de la Province de Santa Catarina. Les coups du sort s’acharnent sur lui : sa sœur préférée, Rosa, se suicide à Berlin, sa maison est inondée et il perd tout son matériel. Par modestie, il décline l’offre de Darwin qui souhaite l’aider afin qu’il puisse se procurer des livres et un microscope. De 1874 à 1891, il travaille comme naturaliste itinérant pour le Muséum National du Brésil. Alors qu’il aurait dû s’installer à Rio de Janeiro en 1891 il refuse et est alors destitué.

## Œuvre
- (de) Für Darwin, Engelmann, Leipzig (1864)